# Milan Jurčina
Milan Jurčina (* 7. Juni 1983 in Liptovský Mikuláš, Tschechoslowakei) ist ein ehemaliger slowakischer Eishockeyspieler, der im Verlauf seiner aktiven Karriere zwischen 1998 und 2022 unter anderem 451 Spiele für die Boston Bruins, Washington Capitals, Columbus Blue Jackets und New York Islanders in der National Hockey League (NHL) auf der Position des Verteidigers bestritten hat. Darüber hinaus war Jurčina für die Eisbären Berlin und Nürnberg Ice Tigers in der Deutschen Eishockey Liga (DEL) aktiv.

## Karriere

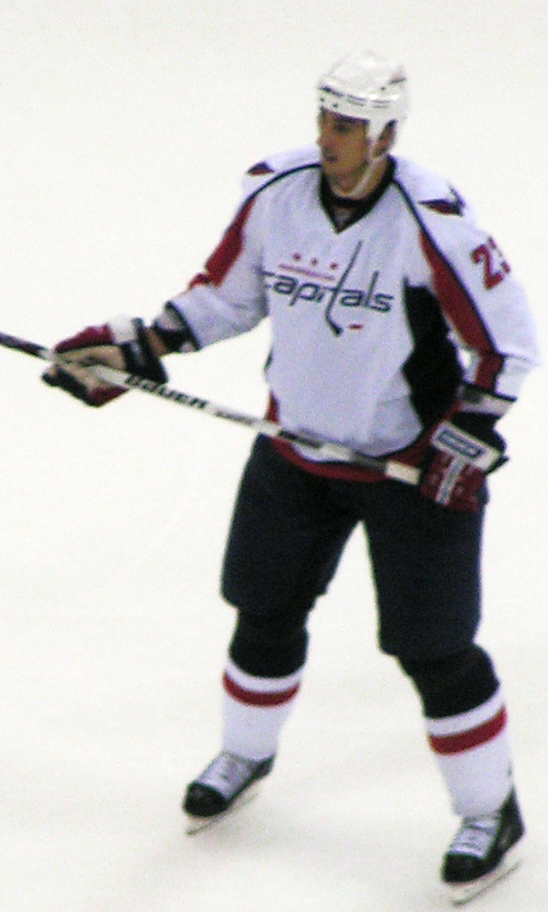
Jurčina im Trikot der Washington Capitals

Jurčina begann seine Karriere beim slowakischen Extraligisten MHk 32 Liptovský Mikuláš, für den er in der Junioren-Extraliga spielte. Mit 18 Jahren wechselte er zu den Halifax Mooseheads, die ihn beim CHL Import Draft 2000 in der ersten Runde als insgesamt 35. Spieler gezogen hatten, in die kanadische Juniorenliga Ligue de hockey junior majeur du Québec (LHJMQ), bevor er beim NHL Entry Draft 2001 als 241. in der achten Runde von den Boston Bruins aus der National Hockey League (NHL) ausgewählt (gedraftet) wurde. Der Rechtsschütze spielte zunächst bei den Providence Bruins, einem Farmteam Bostons aus der American Hockey League (AHL). für die Boston Bruins kam er zum ersten Mal in der Saison 2005/06 zum Einsatz. Nach seinen guten Leistungen während des Lockouts der NHL-Saison 2004/05 zuvor gehörte er fast über die ganze Saisondauer zu deren NHL-Stammkader.
Am 1. Februar 2007 wurde der Verteidiger im Tausch gegen einen Viertrunden-Wahlrecht im NHL Entry Draft 2008 zu den Washington Capitals transferiert. Diese gaben ihn am 28. Dezember 2009 gemeinsam mit Chris Clark an die Columbus Blue Jackets ab. Im Gegenzug wechselte Jason Chimera nach Washington. Anfang März 2010 holten ihn die Capitals zurück in die Hauptstadt. Im Juli 2010 wechselte er zu de New York Islanders und spielte dort bis zum Ende der Saison 2011/12.
Im Herbst 2012 kehrte der Slowake nach Europa zurück und wurde von den Piráti Chomutov aus der tschechischen Extraliga verpflichtet. Im Laufe der Saison wechselte er jedoch erneut den Verein, als er von Rauman Lukko aus der finnischen SM-liiga unter Vertrag genommen wurde. Anschließend stand er in Finnland bei TPS Turku unter Vertrag, ehe er im Februar 2014 von Fribourg-Gottéron aus der Schweizer National League A als Absicherung für die Playoffs verpflichtet wurde, aber nur zwei Mal zum Einsatz kam. Im August 2014 erhielt Jurčina einen Probevertrag bei Dinamo Riga aus der Kontinentalen Hockey-Liga (KHL), der acht Tage später bis zum Ende der Saison 2014/15 verlängert wurde. Für Dinamo Riga kam er in 46 KHL-Partien auf zehn Scorerpunkte, erhielt jedoch nach Saisonende keinen neuen Vertrag. Im August 2015 wurde er vom kroatischen Ligakonkurrenten KHL Medveščak Zagreb verpflichtet und bestritt dort 49 Spiele in der KHL, bevor er im Februar 2016 seinen Vertrag bei Zagreb auflöste.
Kurz danach unterschrieb er einen Vertrag bis zum Ende der Spielzeit 2015/16 bei den Eisbären Berlin aus der Deutschen Eishockey Liga (DEL). Im September 2016 wurde er von den Nürnberg Ice Tigers unter Vertrag genommen und absolvierte für diese bis zum Ende der Saison 2018/19 über 120 DEL-Partien. Im Oktober 2019 wechselte der Slowake zum HC Sparta Prag in die Extraliga und war dort schließlich bis Anfang Dezember 2022 aktiv, ehe der 39-Jährige seine Karriere während der laufenden Spielzeit beendete. Im Anschluss wurde er im Sommer 2023 als Scout bei den Boston Bruins angestellt.

### International
Milan Jurčina war Mitglied der slowakischen Nationalmannschaft bei den Olympischen Winterspielen 2006 in Turin, 2010 in Vancouver und 2014 in Sotschi sowie bei den Weltmeisterschaften 2006, 2007, 2011, 2013 und 2015. Als Juniorenspieler nahm er an der U18-Junioren-Weltmeisterschaft 2001 sowie den U20-Junioren-Weltmeisterschaften 2002 und 2003 teil.

## Erfolge und Auszeichnungen
- 2016 Teilnahme am KHL All-Star Game
- 2022 Tschechischer Vizemeister mit dem HC Sparta Prag

## Karrierestatistik
(Legende zur Spielerstatistik: Sp oder GP = absolvierte Spiele; T oder G = erzielte Tore; V oder A = erzielte Assists; Pkt oder Pts = erzielte Scorerpunkte; SM oder PIM = erhaltene Strafminuten; +/− = Plus/Minus-Bilanz; PP = erzielte Überzahltore; SH = erzielte Unterzahltore; GW = erzielte Siegtore; 1 Play-downs/Relegation; Kursiv: Statistik nicht vollständig)

### International
Vertrat die Slowakei bei:
| - U18-Junioren-Weltmeisterschaft 2001 - U20-Junioren-Weltmeisterschaft 2002 - U20-Junioren-Weltmeisterschaft 2003 - Olympischen Winterspielen 2006 - Weltmeisterschaft 2006 - Weltmeisterschaft 2007 | - Olympischen Winterspielen 2010 - Weltmeisterschaft 2011 - Weltmeisterschaft 2013 - Olympischen Winterspielen 2014 - Weltmeisterschaft 2015 |

(Legende zur Spielerstatistik: Sp oder GP = absolvierte Spiele; T oder G = erzielte Tore; V oder A = erzielte Assists; Pkt oder Pts = erzielte Scorerpunkte; SM oder PIM = erhaltene Strafminuten; +/− = Plus/Minus-Bilanz; PP = erzielte Überzahltore; SH = erzielte Unterzahltore; GW = erzielte Siegtore; 1 Play-downs/Relegation; Kursiv: Statistik nicht vollständig)